# 芝田宫
芝田宫，原名昭显庙，俗称车墘宫，是位于中国福建省福州市闽清县坂东镇墘上村（一说车墘村）的一个清代古建筑，1992年入选第四批闽清县文物保护单位。
芝田宫在五代时是供奉闽国开国君主王审知手下四个部将和两位总管的庙宇，明朝天启年间将元朝县尹董祯、明朝知县沈源供奉在庙宇中，并更改为现名。现存建筑为清咸丰六年（1856年）扩建，占地800平方米，风格独特，正殿面阔5间，进深3间，抬梁式木构架，歇山顶式，另有戏台、两侧廊庑、钟鼓楼等结构，1989年曾重建。芝田宫在道光年间形成的“十八坂”庙会习俗延续至今。